# 岡﨑航大
岡﨑 航大（おかざき こうだい、1998年7月27日 - ）は、ジャパンラグビーリーグワン静岡ブルーレヴズに所属するラグビー選手。

## プロフィール
- 長崎県出身[1]。
- ポジションはスタンドオフ(SO)。
- 身長 171 cm、体重 82 kg
- 愛称はざき、こーだい。
- 弟の颯馬もラグビー選手[2] で現在チームメイト。

## 略歴
2017年、長崎北陽台高校卒業後、筑波大学に入学。なお長崎北陽台高校時代、高校日本代表候補に選ばれたことがある。
2020年、筑波大学ラグビー部の主将に就任。
2021年、筑波大学卒業後、ヤマハ発動機ジュビロ(現・静岡ブルーレヴズ)に加入。
2024年1月7日に行われたJAPAN RUGBY LEAGUE ONE第4節三重ホンダヒート戦にて先発出場でリーグワン公式戦初出場を果たした。
2025年6月上旬からニュージーランドに留学。